# Wild-Cattle-Island-Nationalpark
Der Wild-Cattle-Island-Nationalpark (englisch Wild Cattle Island National Park) ist ein 580 ha großer Nationalpark in Queensland, Australien.
Der Park liegt in der Region Fitzroy etwa 135 Kilometer nordwestlich von Bundaberg und 22 Kilometer südlich von Gladstone. Die nächstgelegene Stadt ist Tannum Sands. Südöstlich erstreckt sich der Nationalpark über einen Großteil der Insel Wild Cattle Island. Etwa 8 Kilometer lang und bis zu 2 Kilometer schützt sie Mangrovenwälder, die durch Gezeitenkanäle vom Festland getrennt sind. Auf der dem Korallenmeer zugewandten Seite befinden sich Sandstrände. Im Nationalpark gibt es keine Besuchereinrichtungen.
In der Nachbarschaft liegen die Nationalparks Castle-Tower, Eurimbula, Curtis-Island und Capricornia Cays.